# Klatka (Łódź)
Pour les articles homonymes, voir Klatka.
Klatka est une localité polonaise de la gmina et du powiat de Wieruszów en voïvodie de Łódź.